# Gideon Damti
Gideon Damti (hebr. גידי דמתי, ur. 31 października 1951) – izraelski piłkarz grający na pozycji napastnika. W swojej karierze rozegrał 69 meczów w reprezentacji Izraela i strzelił w nich 20 goli.

## Kariera klubowa
Przez całą swoją karierę piłkarską Damti związany był z klubem Szimszon Tel Awiw. W 1968 roku awansował do kadry pierwszego zespołu i w sezonie 1968/1969 zadebiutował w nim w pierwszej lidze izraelskiej. Swój pierwszy sukces z Shimshonem osiągnął w sezonie 1970/1971, gdy wywalczył wicemistrzostwo Izraela. W sezonie 1972/1973 spadł z nim do drugiej ligi, ale już w sezonie 1973/1974 (wywalczył tytuł króla strzelców drugiej ligi) wrócił z Shimshonem do ekstraklasy Izraela. W sezonie 1982/1983 po raz drugi i ostatni w karierze został wicemistrzem Izraela. Z kolei w sezonach 1986/1987 oraz 1987/1988 zdobył z Shimshonem Puchar Toto. Karierę piłkarską Damti zakończył po sezonie 1988/1989. W barwach Szimszonu rozegrał 537 ligowych meczów, w których strzelił 171 bramek.
| Sezon   | Klub              | Kraj   | Rozgrywki   | Mecze | Bramki |
| ------- | ----------------- | ------ | ----------- | ----- | ------ |
| 1968/69 | Szimszon Tel Awiw | Izrael | Liga Leumit | 14    | 2      |
| 1969/70 | Szimszon Tel Awiw | Izrael | Liga Leumit | 24    | 4      |
| 1970/71 | Szimszon Tel Awiw | Izrael | Liga Leumit | 28    | 6      |
| 1971/72 | Szimszon Tel Awiw | Izrael | Liga Leumit | 30    | 7      |
| 1972/73 | Szimszon Tel Awiw | Izrael | Liga Leumit | 29    | 4      |
| 1973/74 | Szimszon Tel Awiw | Izrael | II. liga    | 25    | 28     |
| 1974/75 | Szimszon Tel Awiw | Izrael | Liga Leumit | 29    | 14     |
| 1975/76 | Szimszon Tel Awiw | Izrael | Liga Leumit | 34    | 14     |
| 1976/77 | Szimszon Tel Awiw | Izrael | Liga Leumit | 30    | 14     |
| 1977/78 | Szimszon Tel Awiw | Izrael | Liga Leumit | 26    | 5      |
| 1978/79 | Szimszon Tel Awiw | Izrael | Liga Leumit | 30    | 17     |
| 1979/80 | Szimszon Tel Awiw | Izrael | Liga Leumit | 30    | 12     |
| 1980/81 | Szimszon Tel Awiw | Izrael | Liga Leumit | 27    | 7      |
| 1981/82 | Szimszon Tel Awiw | Izrael | Liga Leumit | 25    | 5      |
| 1982/83 | Szimszon Tel Awiw | Izrael | Liga Leumit | 30    | 8      |
| 1983/84 | Szimszon Tel Awiw | Izrael | Liga Leumit | 30    | 6      |
| 1985/86 | Szimszon Tel Awiw | Izrael | Liga Leumit | 21    | 6      |
| 1986/87 | Szimszon Tel Awiw | Izrael | Liga Leumit | 24    | 3      |
| 1987/88 | Szimszon Tel Awiw | Izrael | Liga Leumit | 27    | 6      |
| 1988/89 | Szimszon Tel Awiw | Izrael | Liga Leumit | 12    | 2      |

## Kariera reprezentacyjna
W reprezentacji Izraela Damti zadebiutował 12 marca 1971 roku w wygranym 2:1 towarzyskim meczu ze Szwecją, rozegranym w Tel-Awiwie. W swojej karierze grał w: eliminacjach do MŚ 1974, Igrzyskach Azjatyckich 1974, Igrzyskach Olimpijskich w Montrealu, MŚ 1978 i MŚ 1982. Od 1971 do 1981 roku rozegrał w kadrze narodowej 69 meczów, w których strzelił 20 goli.